# 마누엘라 말라사냐역
마누엘라 말라사냐 역(스페인어: Manuela Malasaña)은 마드리드 지하철 12호선의 역이다. 마드리드 지방 모스톨레스 시 남부의 데사로요 거리에 위치해 있다. 주변 지역은 아직 개발 중에 있다. 요금구역상으로는 B2구역에 속한다.

## 역사
2003년 4월 11일 12호선 전 구간 개통과 함께 문을 열었다.
2015년 6월 20일부터는 우니베르시다드 레이 후안 카를로스 역부터 로랑카 역까지 시설개선 공사로 인해 운행을 일시 중단하였다. 운행 중단기간 동안에는 마드리드 지하철공사 측에서 특별 버스노선을 편성해 운영하였다. 공사는 2015년 9월 6일에 끝났다.

## 환승 정보
역 주변에 시외버스 정류장이 한 곳 있다.
버스
- 모스톨레스 시내버스
  - 4번 노선 (주간)

지하철
| 마드리드 지하철               | 마드리드 지하철        | 마드리드 지하철 |
| ----------------------------- | ---------------------- | --------------- |
| 오스피탈 데 모스톨레스 순환선 | 마드리드 지하철 12호선 | 로랑카 순환선   |